# Заріччя (Кіржацький район)
Заріччя (рос. Заречье) — село у Кіржацькому районі Владимирської області Російської Федерації.
Входить до складу муніципального утворення Філіпповське сільське поселення. Населення становить 292 особи (2010).

## Історія
Село розташоване на землях фіно-угорського народу мещери.
Від 10 квітня 1929 року належить до Кіржацького району, утвореного в складі Александровського округу Івановської промислової області з частини території Александровського повіту Владимирської губернії. З 11 березня 1936 року до 14 серпня 1944 року у складі Івановської області, відтак поселення перейшло до складу новоутвореної Владимирської області.
Згідно із законом від 27 травня 2005 року входить до складу муніципального утворення Філіповське сільське поселення.

## Населення
| 1859 | 1897  | 1905  | 1926  | 1959 | 1970 | 1979 |
| ---- | ----- | ----- | ----- | ---- | ---- | ---- |
| 678  | ↗1402 | ↗1577 | ↘1566 | ↘910 | ↘687 | ↘414 |
| 1983 | 2002  | 2006  | 2010  |      |      |      |
| ↘368 | ↘307  | ↘269  | ↗292  |      |      |      |